# 아라카와촌 (효고현)
아라카와촌(荒川村)은 효고현 시카마군에 있던 촌이다. 현재의 스모토시의 중심부 서방에 해당한다.

## 역사
- 1889년 4월 1일 - 정촌제 시행에 의해 시키사이군 8개 촌의 구역을 가지고 성립하였다.
- 1896년 4월 1일 - 시카마군이 성립하여 소속이 변경되었다.
- 1936년 4월 1일 - 히메지시에 편입해, 동일 아라카와촌은 폐지되었다.

## 교통

### 철도
촌역에 철도성 산요본선] 반탄선이 통과하지만 역은 소재하지 않았다.

## 참고문헌
- 가도카와 일본지명 대사전 28권 효고현